# Italienische Botschaft in London

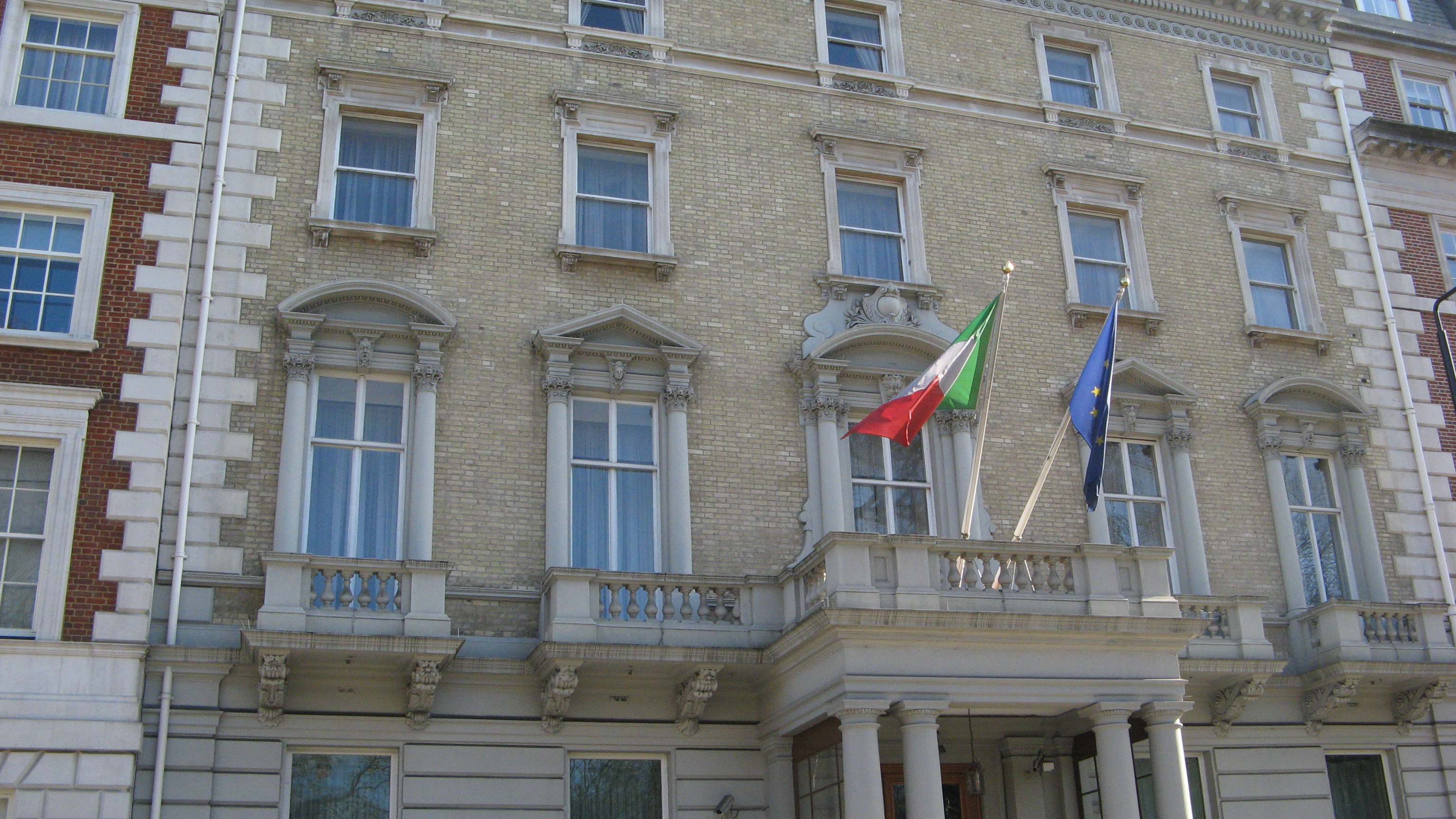
Italienische Botschaft am Grosvenor Square

Die Italienische Botschaft in London ist die diplomatische Vertretung Italiens im Vereinigten Königreich. 

## Lage
Die Botschaft befindet sich am Grosvenor Square im Stadtteil Mayfair in der City of Westminster, London. Obwohl am Grosvenor Square gelegen, befindet sich der Haupteingang der Botschaft am Three Kings Yard, einer von der Davies Street abzweigenden Sackgasse. Einige Organisationseinheiten der Botschaft sind ausgelagert: die Konsularabteilung befindet sich in Farringdon, die Kulturabteilung am Belgrave Square, der Verteidigungsattaché ist mit seiner Abteilung ebenfalls in Belgravia untergebracht, die Abteilungen für Finanzen und Handel sind in der City of London angesiedelt.

## Geschichte
Die Savoyer, die ab 1861 die Könige von Italien stellten, entsandten Mitte des 16. Jahrhunderts erstmals diplomatische Vertreter nach London. Aus deren Gesandtschaft entstand die heutige italienische Botschaft.
1625 kam das Landgut, auf dem heute unter anderem die italienische Botschaft steht, in den Besitz des Geschäftsmanns Hugh Audley. Nach dem Tod seiner Frau Mary Davies, die in zweiter Ehe Sir Thomas Grosvenor geheiratet hatte, ging das Gut an deren Sohn Sir Richard Grosvenor, der ab 1721 mit der Anlage eines Platzes und mehrerer Gebäude begann, in der Absicht, einen der vornehmsten Stadtteile Londons zu schaffen. Die Ostseite des Grosvenor Square, wo sich heute die Botschaft befindet, wurde ursprünglich von dem schottischen Architekten Colen Campbell im Stil des Palladianismus entworfen, die Verwirklichung blieb jedoch aus. Von 1725 bis 1735 entstanden dann unter John Simmons die damals sieben Gebäude an der Ostseite, darunter das Haus Nummer 4 (die Botschaft) als seinerzeit zentralem Bauwerk. Da keine Käufer gefunden werden konnten, veranstaltete man 1739 eine Lotterie, die der Earl of Effingham, Colonel Francis Howard, gewann. Im weiteren Verlauf kam es zu mehreren Eigentümerwechseln und Umbauten. Zu den berühmten Bewohnern des Hauses gehörten von 1751 bis 1782 der Premierminister Charles Watson-Wentworth, 2. Marquess of Rockingham, danach dessen Neffe William Fitzwilliam, 4. Earl Fitzwilliam, der in den folgenden 50 Jahren erhebliche Summen in den Ausbau des Hauses steckte. Dessen Nachfahren renovierten das Anwesen 1872 und 1902, wobei es auch in Richtung Three Kings Yard ausgebaut wurde. In diesem Anbau befindet sich heute die Botschaftskanzlei. 1932 kam das Anwesen an Hugh Grosvenor, 2. Duke of Westminster, der es noch im selben Jahr für 200 Jahre dem italienischen Staat zum Nießbrauch überließ.
Die Nachbargebäude wurden ab 1936 neu gestaltet. Im südlich angrenzenden Gebäude befand sich von 1938 bis 1961 die Amerikanische Botschaft, die dann in ein anderes Gebäude am Grosvenor Square umzog, von 1961 bis 2013 dann Teile der kanadischen High Commission.